# October: Ten Days That Shook the World
Tháng Mười (tiếng Nga: Октябрь) là một phim câm của đạo diễn Sergey Eisenstein, quay tại xưởng Mosfilm trong năm 1927 về các sự kiện chính của cuộc Cách mạng Tháng Mười.

## Nội dung
Dựa trên những câu chuyện được viết trong tập hồi ký "Mười ngày rung chuyển thế giới" của nhà văn - nhà báo John Reed, một người Cộng sản Mỹ chân chính đã may mắn được sống giữa những thời khắc vinh quang nhất của lịch sử nước Nga và nhân loại trong thế kỷ XX.
Tài năng sáng tạo của hai nhà điện ảnh Sergey Eisenstein, Grigory Aleksandrov được thể hiện một cách ấn tượng trong việc tái hiện lịch sử và tôn vinh những giá trị đúng đắn của một trong những sự kiện đã góp phần làm thay đổi thế giới.

## Diễn viên
- Nikolai Popov... Aleksandr Kerensky
- Vasily Nikandrov... Vladimir Ilyich Lenin
- Layaschenko... Konovalov
- Chibisov... Skobolev
- Boris Livanov... Terestsenko
- Mikholyev... Kishkin
- N.Podvoysky... Đảng viên Bolshevik
- Smelsky... Verderevsky
- Eduard Tisse... lính Đức

## Ê-kíp
- Họa sĩ: Vasily Kovrigin